# 瀛洲村
瀛洲村是中国安徽省绩溪县瀛洲镇下辖的一个行政村，为瀛洲镇驻地，离县城9公里，离龙川2.5公里。瀛洲村是一块盆地，背靠瀛山岩，绩溪县最长的登源河穿盆地而过，四周山峰重叠，登源河之南有千亩良田。
瀛洲自然村原名油坑口，是章姓聚族而居的千年古村，1400余人中百分之八十是章家人，已被评为第五批中国传统村落。2019年3月28日，瀛洲章氏宗祠（8-119）公布为第八批安徽省文物保护单位，其他文物还有运公墓、老街、“云衢”阁、下财神庙门楼等。
与瀛洲村毗邻的自然村大庙汪村，是唐代越国公汪华故里。忠烈庙（汪公大庙）原为绩溪县规模最大的庙宇，前后五进，1977年坍塌。